# 豪門夜宴 (1991年電影)
《豪門夜宴》，是1991年的一部為賑濟1991年華東水災而以極短時間構思和拍攝的「香港演藝界忘我大電影」，改编自1959年的同名粤语长片。當時香港大部分知名藝人都在本片中出現，可以說是一部“全明星”出演的電影，本片亦是徐克和張堅庭唯一一部聯合執導的電影。有趣的是，虽然有周星驰免费出演，但是本片和1991年的其他周星驰电影相比，票房偏低。2018年10月27日為世界視聽遺產日，澳門影視製作文化協會及國際電影電視和試聽交流理事會在澳門的戀愛電影館播放此電影的復刻版。
此外，本片是目前唯一一套集合5位港姐冠軍（梁韻蕊、謝寧、楊寶玲、李嘉欣、陳法蓉）+1位亞軍（張曼玉）共同參與演出的電影。

## 製作人員
- 籌備委員：吳思遠、岑建勳、施南生、梁李少霞、張同祖、張國忠、曾志偉
- 改編劇本：王晶、徐克、司徒慧焯、徐小明、陳嘉上、高志森、黃炳耀、蔡婷婷、曾志偉
- 攝影指導：劉偉強、鮑德熹、黃永恆、鍾志文、林國華、李健強、李德偉、談智偉
- 剪接：胡大為、麥子善、少峰、金馬
- 美術指導：馬磐超
- 原創音樂：盧冠廷
- 導演：徐克、張堅庭、張同祖、高志森

## 演員名單

### 主要演員
| 演員   | 角色   | 備註                                           | 1959年版原型角色   |
| 曾志偉 | 曾小智 | 領銜主演，劇中主人翁                           | 馮綏仁（吳楚帆飾） |
| 鄭裕玲 | MIMI   | 領銜主演，曾小智妻子                           | 馮太太（梅綺飾）   |
| 吳耀漢 | 曾伯   | 領銜主演，曾小智父親，科威特王子老友及救命恩人 | 馮父（林坤山飾）   |
| 洪金寶 | 洪大寶 | 主演，曾小智的商業對手                         | 何老大（盧敦飾）   |
| 關之琳 | 阿芝   | 主演，曾小智妹妹                               | 馮娟（白燕飾）     |
| 梁家輝 | 阿輝   | 主演，曾小智妹夫                               | 張德祺（張活游飾） |
| 梁朝偉 | 阿偉   | 主演，曾小智屬下                               | 王士松（高魯泉飾） |
| 岑建勳 | 捲毛   | 主演，洪大寶屬下                               |                    |
| 張學友 | 學友   | 主演，討好曾小智與洪大寶的中間人               | 何老四（張瑛飾）   |

### 客串演出

#### 影片引言代表
| 演員   | 角色 | 備註   |
| 劉德華 | 自己 | 引言人 |
| 毛舜筠 | 自己 | 引言人 |

#### 茶樓出現人物
| 演員   | 角色       | 備註         |
| 吳大維 |            | 慢跑路人     |
| 譚炳文 |            | 慢跑路人     |
| 黃霑   |            | 街邊小販     |
| 譚倩紅 |            | 光顧小販婦人 |
| 羅美薇 |            | 茶樓點心妹   |
| 吳君如 |            | 茶樓點心妹   |
| 袁潔瑩 |            | 茶樓點心妹   |
| 何柏光 |            | 茶樓服務生   |
| 尹光   |            | 茶樓服務生   |
| 俞明   | 鳳爪大叔   | 大樓業主     |
| 關海山 | 鳳尾大叔   | 大樓業主     |
| 田青   | 叉燒包大叔 | 大樓業主     |
| 鮑漢琳 | 蓮蓉包大叔 | 大樓業主     |
| 胡楓   |            | 茶樓顧客     |
| 秦沛   |            | 茶樓顧客     |
| 陳麗雲 |            | 茶樓顧客     |

#### 曾家出現人物
| 演員     | 角色          | 備註                                                           |
| 張曼玉   |               | 粵劇名伶                                                       |
| 劉嘉玲   |               | 粵劇名伶                                                       |
| Beyond   |               | 伴奏樂隊                                                       |
| 顧美華   |               | 樂隊拍攝                                                       |
| 姚 煒    |               | 曾家女傭                                                       |
| 林建明   |               | 曾家女傭                                                       |
| 惠英紅   |               | 曾家女傭                                                       |
| 翁 虹    |               | 曾家女傭                                                       |
| 謝 寧    |               | 曾家女傭                                                       |
| 任達華   |               | 阿偉表兄，舞男，美少男學院院長                                 |
| 劉家良   | 劉師父 / 九叔 | 武術大師                                                       |
| 陳德容   | 玉女          | 九叔助手                                                       |
| 軟硬天師 |               | 英語教師                                                       |
| 麥 嘉    | 麥 Sir        | 殯儀館化妝師。1959年版中的原型角色為吳回及王鏗飾演化妝師師徒。 |

#### 屋邨出現人物
| 演員      | 角色 | 備註     |
| 泰迪·羅賓 |      | 屋邨居民 |
| 樓南光    |      | 屋邨居民 |
| 尹志強    |      | 屋邨居民 |
| 劉兆銘    | 老黃 | 曾父鄰居 |

#### 小智夢中出現人物
| 演員   | 角色     | 備註       |
| 梅艷芳 | 自己     | 借廁所     |
| 葉蒨文 | 自己     | 借水喝     |
| 李嘉欣 | 自己     | 曾家女傭   |
| 張艾嘉 | 自己     | 賓客       |
| 陳友   | 自己     | 賓客       |
| 許冠文 | 自己     | 曾父變身   |
| 肥媽   |          | 賓客       |
| 余安安 |          | 賓客       |
| 楚原   |          | 賓客       |
| 吳宇森 |          | 賓客       |
| 朱咪咪 |          | 賓客       |
| 林其欣 |          | 賓客       |
| 譚詠麟 | 阿里巴巴 | 王子       |
| 黃百鳴 | 四十     | 王子手下   |
| 黃光亮 | 大盜     | 王子手下   |
| 周星馳 | 星爺     |            |
| 鞏俐   | 自己     | 曾妻變身   |
| 張國榮 | 自己     | 曾小智變身 |

#### 洪家門外出現人物
| 演員   | 角色 | 備註 |
| 黃錦燊 |      | 賓客 |
| 趙雅芝 |      | 賓客 |
| 姜大衛 |      | 賓客 |
| 李琳琳 |      | 賓客 |
| 陳法蓉 |      | 賓客 |
| 楊凡   |      | 賓客 |

#### 曾家宴會出現人物
| 演員   | 角色     | 備註           |
| 林子祥 | 阿里巴巴 | 科威特王子     |
| 黃一山 |          | 科威特王子手下 |
| 陸劍明 |          | 科威特王子手下 |
| 張同祖 |          | 賓客           |
| 李子雄 |          | 賓客           |
| 葉蘊儀 |          | 賓客           |
| 陳美琪 |          | 賓客           |
| 尹揚明 |          | 賓客           |
| 吳啟華 |          | 賓客           |

#### 大排檔出現人物
| 演員   | 角色                     | 備註                                                                                             |
| 萬梓良 | 賓客                     |                                                                                                  |
| 狄龍   | 廚師                     |                                                                                                  |
| 黎明   | 廚師                     | 一面炒菜一面唱歌至走音，乃自嘲同年自己的走音事件。角色形象與當時正在拍攝的電影《伙頭福星》近似。 |
| 曾江   | 廚師                     |                                                                                                  |
| 吳孟達 | 廚師                     | 黎明角色之父。角色形象與當時正在拍攝的電影《伙頭福星》近似。                                     |
| 王祖賢 |                          | 學友妻子                                                                                         |
| 張國榮 | 蘿蔔頭                   | 曾小智玩伴，賓客，第二角色                                                                       |
| 郭富城 |                          | 蘿蔔頭之弟，賓客                                                                                 |
| 董驃   | 驃叔（富貴逼人系列角色） | 賓客                                                                                             |
| 沈殿霞 | 驃嬸（富貴逼人系列角色） | 賓客                                                                                             |
| 李麗珍 |                          | 驃叔女兒，賓客                                                                                   |
| 關珮琳 |                          | 驃叔女兒，賓客                                                                                   |
| 盧冠廷 |                          | 的士司機                                                                                         |
| 梁家仁 |                          | 賓客                                                                                             |
| 谷峰   |                          | 賓客                                                                                             |
| 陳百祥 |                          | 賓客                                                                                             |
| 黃炳耀 |                          | 賓客                                                                                             |
| 李香琴 |                          | 賓客                                                                                             |
| 葉倩文 |                          | 賓客，第二角色                                                                                   |
| 鞏俐   |                          | 傳菜員，第二角色                                                                                 |
| 周星馳 |                          | 賓客，第二角色                                                                                   |
| 許冠文 |                          | 賓客，第二角色                                                                                   |
| 陳欣健 |                          | 警察                                                                                             |
| 梁韻蕊 |                          | 警察                                                                                             |
| 黎永強 |                          | 賓客                                                                                             |
| 袁和平 |                          | 賓客                                                                                             |
| 錢嘉樂 |                          | 賓客                                                                                             |
| 李海生 |                          | 賓客                                                                                             |
| 劉家輝 |                          | 賓客                                                                                             |
| 龍方   |                          | 賓客                                                                                             |
| 梅艷芳 |                          | 賓客                                                                                             |
| 火星   |                          | 賓客                                                                                             |

### 角色待查
- 鍾鎮濤
- 徐　克
- 張堅庭
- 惠天賜
- 黃子揚
- 張耀揚 ：大排檔食客
- 劉天蘭
- 梁韻蕊：小智夢中張艾嘉和陳友登場時背後的女人
- 楊寶玲
- 葉　晨
- 吳啟華：小智夢中周星馳登場時左邊的男人
- 黃凱芹
- 周元武
- 馮克安：小智夢中張艾嘉和陳友登場時背後的男人
- 太極樂隊：曾家宴會中洪大寶招呼王子時候背後的人
- 草蜢樂隊：小智夢中鞏俐登場時呈驚訝狀
- 羅啟銳：小智夢中周星馳登場時右邊的男人
- 張婉婷：小智夢中周星馳登場時右邊的女人
- 吳思遠

## 外部連結
- 《豪門夜宴 （页面存档备份，存于）》在Hong Kong Cinemagic的電影頁面（英文）
- 開眼電影網上《豪門夜宴》的資料（繁體中文）
- 豆瓣电影上《豪門夜宴》的資料 （简体中文）
- 时光网上《豪門夜宴》的資料（简体中文）
- AllMovie上《豪門夜宴》的资料（英文）
- 爛番茄上《豪門夜宴》的資料（英文）
- 互联网电影数据库（IMDb）上《豪門夜宴》的资料（英文）